# Evgeny Valiev
Evgeny Damirovitch Valiev (en russe : Евгений Дамирович Валиев), né le 3 mai 1990, dans l'oblast de Mourmansk, en Russie, est un joueur russe de basket-ball. Il évolue au poste d'ailier.

## Carrière
En juin 2019, Valiev rejoint le BC Khimki Moscou avec lequel il signe un contrat de deux ans.
En juillet 2021, Valiev s'engage pour une saison avec l'UNICS Kazan, club russe évoluant en Euroligue.

## Palmarès
- Vainqueur de l'Universiade d'été de 2013